# فرانسه در المپیک تابستانی ۱۹۴۸
فرانسه در بازی‌های المپیک تابستانی ۱۹۴۸ که در شهر لندن بریتانیای کبیر برگزار شد، کاروان فرانسه با ۳۱۶ ورزشکار در این رقابت‌ها شرکت کرد و موفق به کسب ۲۹ مدال (۱۰ طلا، ۶ نقره، ۱۳ برنز) شد. در جدول رتبه‌بندی توزیع مدال‌ها، فرانسه در ردهٔ ۳ مسابقات قرار گرفت.